# Неологизм
Неологи́зм (др.-греч. νέος — «новый», и λόγος — «слово») — слово, значение слова или словосочетание, недавно появившееся в языке (новообразованное, отсутствовавшее ранее). Изучением неологизмов занимается наука неология.
Свежесть и необычность такого слова, словосочетания или оборота речи ясно ощущается носителями данного языка. Этот термин применяется в истории языка, чтобы охарактеризовать обогащение словарного состава в отдельные исторические периоды — так, можно говорить о неологизмах петровского времени, неологизмах отдельных деятелей культуры (М. В. Ломоносова, Н. М. Карамзина и его школы), неологизмах периода Отечественной войны и т. д.
В развитых языках каждый год появляются десятки тысяч неологизмов. Большинство из них имеет недолгую жизнь, но некоторые закрепляются в языке надолго, входят не только в живую обиходную его ткань, но и становятся неотъемлемой частью словесности.

## Лексикология
По источнику появления неологизмы делятся на:
- общеязыковые (как новообразованные, так и новозаимствованные);
- авторские, индивидуально-стилистические.

По назначению:
1. для обозначения не существовавших ранее предметов, явлений и понятий: например, слова «электростанция» или «космонавт», «лавсан», «программирование», «нэп» появились вместе с соответствующими реалиями. Возникновение общеязыковых неологизмов обычно связано именно с обозначением новой реалии;
2. как собственные имена для вновь создаваемых предметов (например, «Кодак»);
3. для более краткого или выразительного обозначения;
4. для достижения художественного (поэтического) эффекта.

Способы создания неологизмов:
- словообразовательная деривация — образование новых слов из существующих в языке морфем по известным (обычно продуктивным) моделям, то есть по образцу уже существующих в языке слов, например: «зеленокудрый» (Н. В. Гоголь), «громадьё», «молоткастый» (В. В. Маяковский) и др.;
- семантическая деривация — развитие в уже существующем слове нового, вторичного значения на основе сходства вновь обозначаемого явления с явлением уже известным;
- заимствование слов из других языков.

Неологизм является звеном в цепочке языковых новообразований: «потенциальное слово — окказионализм — неологизм». Будучи полностью усвоенными языком, неологизмы перестают быть неологизмами, становясь обычными словами основного запаса языка.

### Индивидуально-авторские неологизмы
Помимо общеязыковых в речи могут встречаться авторские (индивидуальные, индивидуально-стилистические) неологизмы (окказионализмы), которые создаются авторами для определённых художественных целей. Они редко выходят за пределы контекста, не получают широкого распространения и, как правило, остаются принадлежностью индивидуального стиля, так что их новизна и необычность сохраняются.
Однако встречаются случаи, когда те или иные авторские неологизмы становятся частью общей лексики. Примером для европейских языков могут служить:
- «утопия» Т. Мора (XVI век),
- «робот» К. Чапека (XX век),
- «новояз» Дж. Оруэлла (XX век).

М. В. Ломоносов обогатил русский литературный язык следующими словами: «атмосфера», «вещество», «градусник», «преломление», «равновесие», «диаметр», «квадрат», «минус», «горизонт» и «горизонтальный», «кислота» и «квасцы», «зажигательное» (стекло), «негашёная» (известь), «огнедышащие» (горы), «удельный» (вес).
Слова «промышленность», «трогательный», «занимательный» ввёл в русский язык Н. М. Карамзин; «стушеваться», «лимонничать» — Ф. М. Достоевский; «благоглупость» — М. Е. Салтыков-Щедрин; «самолёт» (в значении аэроплан), «бездарь» — И.Северянин; «лётчик», «изнеможденный» и «смехач» — В. Хлебников, «канцелярит» — К. Чуковский.